# Otočac
Otočac je grad u Ličko-senjskoj županiji. Nalazi se u Gackoj. Kroz grad protječe rijeka Gacka.

## Gradska naselja
Grad Otočac se sastoji od 22 naselja (stanje 2006.), to su: Brlog, Brloška Dubrava, Čovići, Dabar, Doljani, Drenov Klanac, Glavace, Gorići, Hrvatsko Polje, Kompolje, Kuterevo, Ličko Lešće, Lipovlje, Otočac, Podum, Ponori, Prozor, Ramljani, Sinac, Staro Selo, Škare i Švica.

## Zemljopis
Otočac se nalazi u Gackoj dolini, smještenoj između Velebita i Male Kapele.

## Stanovništvo
Površina Grada Otočca iznosi 565,30 km2. Prema popisu stanovništva iz 2011. godine Otočac ima 9778 stanovnika, od toga 8916 Hrvata, 709 Srba i 217 pripadnika drugih nacionalnih manjina.
Otočac se kao i ostatak Like već duže suočava sa starenjem i padom broja stanovnika.
Do novog teritorijalnog ustrojstva Hrvatske, postojala je bivša velika općina Otočac, sljedećeg etničkog sastava:
| godina popisa | ukupno | Hrvati           | Srbi             | Jugoslaveni   | ostali       |
| ------------- | ------ | ---------------- | ---------------- | ------------- | ------------ |
| 1991.         | 24.992 | 16.355 (65,44 %) | 7781 (31,13 %)   | 183 (0,73 %)  | 673 (2,69 %) |
| 1981.         | 26.502 | 16.739 (63,16 %) | 7896 (29,79 %)   | 1569 (5,92 %) | 298 (1,12 %) |
| 1971.         | 30.579 | 19.793 (64,72 %) | 10.130 (33,12 %) | 325 (1,06 %)  | 331 (1,08 %) |

### Naselje Otočac
- 2021. – 3852
- 2011. – 4240
- 2001. – 4354
- 1991. – 5404 (Hrvati – 3819, Srbi – 1259, Jugoslaveni – 93, ostali – 233)
- 1981. – 5195 (Hrvati – 3394, Srbi – 1121, Jugoslaveni – 588, ostali – 92)
- 1971. – 4752 (Hrvati – 3313, Srbi – 1090, Jugoslaveni – 172, ostali – 177)

Izvor: CD rom: "Naselja i stanovništvo RH od 1857-2001. godine", Izdanje Državnog zavoda
| broj stanovnika | 21304 | 21878 | 22144 | 23841 | 27177 | 26826 | 26301 | 25634 | 22899 | 21096 | 19230 | 18310 | 16715 | 16113 | 10411 | 9778  | 8332  |
|                 | 1857. | 1869. | 1880. | 1890. | 1900. | 1910. | 1921. | 1931. | 1948. | 1953. | 1961. | 1971. | 1981. | 1991. | 2001. | 2011. | 2021. |

| broj stanovnika | 2181  | 1626  | 2201  | 2726  | 3928  | 3419  | 3692  | 3070  | 3231  | 3055  | 3622  | 4504  | 5008  | 5404  | 4354  | 4240  | 3852  |
|                 | 1857. | 1869. | 1880. | 1890. | 1900. | 1910. | 1921. | 1931. | 1948. | 1953. | 1961. | 1971. | 1981. | 1991. | 2001. | 2011. | 2021. |

## Uprava
Ustrojstvo tijela uprave Grada Otočca:
- gradsko vijeće,
- gradsko poglavarstvo,
- gradonačelnik.

## Povijest
Pokrajina Gacka u kojoj se nalazi i grad Otočac, smještena je unutar visoko-planinskog okvira, kojeg sačinjavaju Velebit i Mala Kapela, prema arheološkim nalazima, materijalnim ostacima pojedinih kultura, od starijeg kamenog doba, rimskog doba pa sve do danas bilo je naseljeno.
U prapovijesno vrijeme na ovim prostorima živjelo je ilirsko pleme Japodi, čija se kultura počinje razvijati u kasno brončano doba u 11. stoljeću prije Krista. Iz tog razdoblja sačuvani su tragovi materijalne kulture iz nekropola i nastambi po spiljama u Sincu i Lešću. Tijekom razdoblja od 7. do 5. stoljeća prije Krista intenzivno se razvija život na ovim prostorima. Iz tog vremena sačuvana su utvrđenja japodskih naselja Avendo (Crkvina u Kompolju) i Arupium (Veliki i Mali Vital u Prozoru). Godine 33. prije Krista Japodi gube samostalnost i padaju pod rimsku vlast, što dokazuju dva sačuvana svetišta boga Mitre (kult perzijskog podrijetla iz 2. i 3. stoljeća). Za vrijeme rimske vlasti posebno je razvijen grad Arupium (Prozor), koji se je kao središnje naselje na području današnje Gacke i Like nalazio na rimskoj cesti koja je vodila prema Grčkoj (Tarstatika – Senia – Arupium – Iadera).
Na poznatoj Bašćanskoj ploči iz 1100. godine, prvi put se spominje ime Otočca, odnosno njegova crkva Sv. Mikule (Nikole) koja se prema darovnici hrvatskog kralja Zvonimira, bila u redovničkoj zajednici s crkvom Sv. Lucije u Baški na Krku. U 13. stoljeću župa Gacka se nalazi u vlasništvu krčkih knezova Frankopana, te se u povelji kralja Karla Roberta iz 1300. godine Otočac prvi put spominje kao grad.
Otočac je bio sagrađen na otoku usred rijeke Gacke, a oko njega dalje prostirala se prostrana močvara koja je grad činila gotovo neosvojivim. Bio je opasan zidom, a osnova je imala oblik nepravilnog sedmerokuta, sa šest kula na vanjskom zidu i visokom četverokutnom kulom unutar zidina. Time je stvorena jezgra urbaniteta Otočca koja je do 18. stoljeća ostala bez značajnih promjena. Vodena mreža Gacke izravno je utjecala na morfologiju naselja i njegov povijesno urbani razvoj do današnjeg doba.
Velikim zalaganjem Žigmunda (Žikmunda) Frankopana, feudalnog gospodara Otočca u 15. stoljeću, papa Pio II. je dana 5. ožujka 1460. izdao bulu kojom se utemeljuje nova Otočka biskupija. Njoj je pripojen čitav kontinentalni kraj senjske biskupije, a crkva Sv. Nikole podignuta je u rang katedrale. Otočac je tada imao naslov civitas (grad) – što je bio uvjet za biskupsko sjedište. Biskupija je ukinuta 1535. godine i pripojena Senjskoj.
Pokrajina Gacka bila je poprište mnogih važnih bitaka s Turcima, a neosvojivost Grada i njegova važnost za obranu hrvatskog teritorija postojala je sve značajnija. Jedna od većih bitaka kod Otočca, u kojoj su hrvatske snage porazile osmanske osvajače, dogodila se 1543. godine. Otočac je sudjelovao u bitkama protiv Turaka sve do 1701. godine, kada su Gacka i Otočac predani na upravljanje Krajiškoj upravi, da bi 1746. godine od stare otočke kapetanije bila stvorena nova pukovnija, a Otočac postao središtem pukovnije.
Popuštanjem turskog pritiska dolazi do krupnih promjena u životu Otočca i Gacke, razvija se trgovina, obrtništvo i sve ono što nosi civilni život.
U iseljeničkom valu iz 1715. je dio Hrvata iz ogulinskog i otočkog kraja je odselio u južnu Mađarsku, u sjevernu Baranju, u sela Magoč, Bikalu i Hajmaš. Vremenom su svi ti Hrvati pomađareni, ali su sve vrijeme zadržali čakavske osobine svog govora.
Godine 1717. godine u Otočcu je počela s radom Trivijalna škola. Svojom ispravom od 13. rujna 1746. godine kraljica Marija Terezija dopustila je održavanje tjednog sajma u Otočcu svake srijede, čija se tradicija održala sve do danas, a 1765. godine učinila je Otočac trgovištem dozvolivši da se uredi vojni magistrat. Na planu grada P. Jovanovića iz 1820-ih egzatno su prikazani svi postojeći elementi topografije, graditeljstva i regulacije prostora. Jasno su vidljive vode rijeke Gacke s otocima i rukavcima, a na sjeveru je naznačeno brdo s tvrđavom »Fortica«. Ističe se mreža cesta koje povezuju gradsku utvrdu na otoku s pojedinim grupacijama zgrada i pojedinačnim objektima na obalama. Svi prijelazi preko vode riješeni su mostovima kojih ukupno ima šest. 13. i 14. lipnja 1943. u Otočcu održana je osnivačka skupština ZAVNOH-a, te je za vrijeme zasjedanja Otočac bio i glavni grad Hrvatske.

### Domovinski rat
Skupština općine Knin donijela je 27. lipnja 1990. godine odluku o osnivanju tzv. Zajednice općina sjeverne Dalmacije i južne Like, kojoj mogu pristupiti i druge hrvatske općine sa srpskim stanovništvom; u pojedinim općinskim vijećima vijećnici iz HDZ-a i SDP-a suprotstavili su se tome. Ustavni sud SRH poništio je odluku Skupštine općine Knin.
U jesen 1990. godine područje Otočca, kao i ostalih općina na području Like (Gračac, Korenica, Donji Lapac i Gospić) zahvaćeno je pobunom srpskog stanovništva, koja na Uskrs 1991. prerasta u oružane sukobe na Plitvicama i prvih žrtava u Hrvatskoj.
U svibnju i lipnju 1991. zaredali su nemiri na području između Gospića i Gračaca. Oko Gospića, Otočca i Ličkog Osika bili su razmješteni srpski tenkovi i topništvo koji su uskoro počeli s napadima.
Kao uvodni događaj za napade na grad je bio napad na ophodnju 5 hrvatskih policajaca 24. kolovoza 1991. kod Žute Lokve, kada su četnici ubili njih četvoricu.
Posebno žestoki napadi na Otočac i dolinu Gacke srpskih potrojba i JNA bili su 25. i 26. kolovoza 1991. godine kada je na Gacku dolinu, posebno na Otočac, u dva dana palo oko 1000 projektila ispaljenih iz minobača u Podumu. U tim napadima i napadima polovinom rujna, Otočac je ostao bez robne kuće, crkve i pošte, a granatirani su i pogoni drvne i tekstilne industrije te hotel "Gacka". Vojni zrakoplovi JNA iz Udbine i Bihaća više su puta raketirali taj hotel. Misleći da su u hotelu postrojbe otočkih branitelja, 20. rujna 1991. dva su zrakoplova napala hotel »Gacku« teškim bombama tzv. krmačama.
Nakon višegodišnje borbe, civilnih i braniteljskih žrtava, ostali su oštećeni domovi, privredni objekti, bolnica, škole, razorena je crkva Presvetog Trojstva (15. rujna). Tog istog 15. rujna 1991. hrvatske su snage uspješnom blokadom zauzele vojno skladište goriva i maziva u Ramljanima. Katoličku crkvu Presvetog Trojstva velikosrpski okupatori pogodili su tenkovskim granatama iz obližnje vojarne JNA; zidine su ostale, ali teško su oštetili glavni oltar te dva bočna oltara, sv. Nikole i sv. Fabijana. Za razliku od nje, pravoslavna crkva sv. velikomučenika Georgija nije stradala tijekom domovinskog rata.
Grad je bio u poluokruženju i prijetila je opasnost, da će ga velikosrpske snage odsjeći od veze s Karlovcem, Rijekom i Gospićem. Stoga su osloboditeljskom operacijom Medvjed 26. rujna 1991. hrvatske snage deblokirale Otočac i prometnicu koja je vodila prema Žutoj Lokvi. Zbog nove velikosrpske ofenzive na Otočac, hrvatske su snage poduzele novu napadno-oslobodilačku akciju 4. listopada 1991., kojom su oslobodile još par susjednih sela te u kasnijim protuudarima još neka sela, olakšavajući tako pritisak na ovaj gradić.
Iako su akcije bile uspješne, agresorov zamah zaustavljen, situacija je bila daleko od sigurne. Velikosrpsko zauzimanje sela Čanka te borbe za Ramljane 12. prosinca 1991. gdje su se sukobile snage 111. brigade HV i 133. brigade HV sa snagama JNA i raznih srpskih dragovoljačkih postrojbi, dale su do znanja da velikosrpski agresor ne namjerava se zaustaviti na trenutno zaposjednutim područjima. Stoga je načelnik GS HV-a zapovijedio OZ Karlovac i Rijeka i OG Lika naredio »Sve snage OG Lika imati u najvišem stupnju bojne spremnosti za obranu i napadna djelovanja«, te »odmah poduzeti mjere da se odlučnijom akcijom raspoloživih snaga u Otočcu i bližoj okolici poduzme napad na snage neprijatelja u rajonu s. Čanak, istima nanesu što veći gubici i odbace od s. Ramljane – s. Čanak.« Obrazloženje je bilo što je stanje na širem prostoru Like i Gacke bivalo sve složenije. Velikosrpske su snage na području Slunja, Titove Korenice i Donjeg Lapca grupirali jače snage, što je samo po sebi upozorenje. Osim što je grupirao snage, velikosrpski je agresor tih dana borbeno djelovao prema Gospiću i Otočcu te zauzeo selo Čanak. Načelnik GS HV zaključio je da to može biti dio širih priprema snaga neprijatelja radi poduzimanja ofenzive s ciljem zauzimanja i zaposjedanja područja Otočac – Karlobag – Gospić.
Dogovor o primirju stupio je na snagu 3. siječnja 1992. godine, ali je okolica Otočca konačno oslobođena tek u kolovozu 1995. godine.

## Gospodarstvo
Krajem 19. stoljeća gradi se kompleks pivovare ispod utvrde Fortica i tako počinje industrijalizacija Otočca. 
Urbani razvoj Otočca, tijekom prve polovice 20-og stoljeća manifestira se uglavnom daljnjim popunjavanjem povijesno zacrtane urbane matrice grada i izgradnjom pojedinačnih objekata duž tradicionalnih komunikacija, razvija se zadrugarstvo, šumarstvo, zdravstvo, kemijska, drvna i tekstilna industrija, trgovina i ugostiteljstvo.

## Spomenici i znamenitosti
Područje Gacke bilo je naseljeno u pretpovijesti. Najstariji lokalitet na području Gacke iz tog razdoblja nalazi se u Pećini u Lešću. Ovaj kraj je zasigurno znamenit po rijeci Gacki, koja je naširoko poznata po bistroći i pastrvi. Na izvoru Gacke u Sincu nalaze se mlinice koje i danas dočaravaju dio nekadašnjeg života u ovome kraju. Na drugu stranu, prema Velebitu, nalaze se sela Švica s lijepim jezerom i Kuterevo u kojem se nalazi Velebitsko utočište za medvjediće Kuterevo. U gradu Otočcu se nalazi zgrada u kojoj je održana osnivačka skupština ZAVNOH-a, u kojoj je sada muzej, pučko otvoreno učilište i kino. Od ostalih znamenitosti Otočca izdvajaju se:
- crkva Presvetog Trojstva
- tvrđava Fortica na istoimenom brdu iznad grada
- mitrej u Špilničkom polju
- mitrej u Čovićima.

## Obrazovanje
U Otočcu djeluju Osnovna škola Zrinskih i Frankopana i Srednja škola Otočac.
Srednja škola djeluje s četverogodišnjim i trogodišnjim programima.
Pri Srednjoj školi djeluje učenički dom »Fortica« kapaciteta 32 korisnika.
U Otočcu djeluje i Upravni odjel Stručnog upravnog studija Veleučilišta Nikola Tesla u Gospiću.
Predškolski odgoj i obrazovanje odvija se u dječjem vrtiću »Ciciban« Otočac.

## Kultura
Muzej Gacke Otočac je zavičajni muzej smješten u samom centru grada koji ima bogatu povijesnu i kulturnu tradiciju. 
Kroz zbirku Otočac kroz povijest mogu se pratiti događanja na prostoru Gacke od daleke prapovijesti, dolaska Rimljana, nastanka i prvih spominjanja grada, borbi s Turcima, Vojne krajine, Prvog i Drugog svjetskog rata, te do razdoblja gospodarskog i kulturnog razvitka grada i stradanja u Domovinskom ratu 1991. godine.
Arheološkom (Japodskom) zbirkom predstavljen je kroz predmete materijalne kulture (nakit, oružje, oruđe, posuđe) život i rad ilirskog plemena Japoda od sredine kasnog brončanog doba, tj. 10. stoljeću prije Krista pa sve do dolaska Rimljana krajem 1. st. prije Krista.
Etnografska zbirka ocrtava tradicijski život i kulturu Gacke u posljednjih stotinjak godina kroz izložene predmete tradicijske kulture karakteristične za ovo područje (alatke za izradu tekstilnih proizvoda, proizvoda od gline) te mušku i žensku narodnu nošnju.
Osobito vrijedna je Spomena zbirka akademskog slikara Stojana Aralice, rodom iz Otočca, svjetski poznatog kolorista. Izložena su autorova ulja na platnu, crteži u tušu, olovci i ugljenu, njegovi osobni predmeti, isprave, fotografije, slikarski alat i knjige.
U Otočcu djeluje katedra Čakavskog sabora pokrajine Gacke.
Od 1890. u Otočcu s kraćim stankama (za vrijeme Drugog svjetskog rata) djeluje Puhački orkestar pri Dobrovoljnom vatrogasnom društvu, inače trećem najstarijem društvu u Hrvatskoj (osnovano 1868.). Puhački orkestar redovito nastupa na raznim manifestacijama diljem Hrvatske pod dirigentskom palicom predsjednika DVD-a, Marinka Krmeca, te glasi kao jedan od najstarijih i najkvalitetnijih vatrogasnih puhačkih orkestara. Svake godine krajem prosinca, orkestar održava tradicionalni božićni koncert.

## Šport
Zajednica sportskih udruga Grada Otočca okuplja 22 sportske udruge s područja Grada iz različitih sportskih grana: nogometa, malog nogometa, košarke, kuglanja, tenisa, šaha i tekvandoa, te udruge koje obuhvaćaju sportsko-rekreacijske aktivnosti građana.
Neki od sportskih klubova u Otočcu su:
- KK Velebit Otočac, kuglački klub – dugogodišnji član 1.hrvatske kuglačke lige
- KK Gacka Otočac, kuglački klub
- KK Vatrogasac Otočac, kuglački klub
- NK Otočac, nogometni klub
- KK Otočac, košarkaški klub
- MNK Otočac, malonogometni klub
- Biciklistički klub »Barkan«
- HPD Gromovača, planinarsko društvo.

## Galerija slika
- Sinac, Vodenice na Majerovom vrilu
- Sinac, Tonkovićevo vrilo
- Plan[čega?]
- Proizvodnja brašna u vodenici na Majerovom vrilu u Sincu
- Dijelovi vodenica u Sincu
- Utvrda Fortica

## Vanjske poveznice
- Službene stranice grada
- Turistička zajednica grada
- Osnovna škola Zrinskih i Frankopana Otočac  Arhivirana inačica izvorne stranice od 27. ožujka 2013. (Wayback Machine)
- Srednja škola Otočac  Arhivirana inačica izvorne stranice od 11. svibnja 2019. (Wayback Machine)